# Miguel Belgrano
Miguel Belgrano (29 de julio de 1777-26 de octubre de 1825) fue un militar, poeta y educador argentino. Fue hermano del prócer argentino Manuel Belgrano.

## Biografía
Miguel Belgrano nació en la ciudad de Buenos Aires el 29 de julio de 1777, séptimo hijo del italiano Domingo Belgrano (1730 Oneglia - 1795 Buenos Aires), dueño de una de las principales fortunas del Río de la Plata, y de la porteña María Josefa González Casero (1742, Buenos Aires - 1799, Buenos Aires).

Tras cursar sus primeros estudios en el Real Colegio de San Carlos pasó a España, donde ingresó en la 2ª Compañía Española de Caballeros Americanos de la Guardia de Corps.
Participó de la victoria de las fuerzas españolas en la Batalla de Brión del 25 de agosto de 1800, en la que fue rechazado un ejército de 10000 británicos que habían desembarcado en el puerto de Domiño para apoderarse de las naves de guerra surtas en El Ferrol. Miguel Belgrano escribió la crónica de a campaña en verso, escrita en octavas reales, a la que tituló "Rasgo histórico poético", obra que como las que produciría después es considerada de valor histórico pero de escaso valor literario ya que «la narración no puede ser más simple, el lenguaje rebosa la erudición pagana que informa la poesía del siglo XVIII, y el estilo no llega á salvar las formas de la conversación familiar».
En 1801 pasó de licencia a Buenos Aires, donde El Telégrafo Mercantil publicó sus versos.
Regresó a España. Allí tuvo noticias de la victoria sobre los británicos en su segunda invasión al Río de la Plata, lo que lo impulsó a escribir su obra Rasgo poético  dedicado «A los habitantes de Buenos Aires, en obsequio del valor y lealtad con que expelieron á los ingleses de la américa meridional».
Producida la Revolución de Mayo, adhirió al movimiento emancipador al igual que sus hermanos y se radicó definitivamente en su ciudad natal. Allí continuó escribiendo y escribió su obra "Rasgo épico descriptivo de la victoria de Maypo", dedicado a Bernardo O'Higgins y escrito en homenaje a la victoria en la batalla de Maipú y a su admirado general José de San Martín.
Muerto el general Belgrano en la mayor pobreza, se usó como lápida el mármol de la cómoda de Miguel Belgrano, losa improvisada que fue reemplazada por un mármol recién en 1880.
Fue rector del Colegio de Ciencias Morales, que se abrió el 23 de abril de 1823 por iniciativa de Bernardino Rivadavia. Tenía, al igual que su antecesor el Colegio de la Unión del Sud (sucesor a su vez éste del Real de San Carlos), la función de centro de estudios preparatorio para el ingreso en la Universidad de Buenos Aires. Lo acompañaban como vicerrector el presbítero Martín Boneo y como prefecto de estudios Luis José de la Peña.
Aunque el Colegio era administrado por el Ministerio de Hacienda de la provincia, dependía en la práctica del ministerio de Gobierno, el cual era responsable de asignar las becas y admitir a los estudiantes, quienes debían tener al menos diez años de edad y contar con enseñanza elemental. A diferencia del Colegio de la Unión del Sud, sólo se disponían becas pagadas por el gobierno de la provincia de Buenos Aires para doce hijos de "ciudadanos beneméritos", otras veinte para hijos de oficiales del Ejército y otras seis para cada provincia del interior (dos para seguir estudios eclesiásticos y cuatro para ciencias físicas y morales).
Uno de esos becados fue Juan Bautista Alberdi, quien se incorporó el 3 de agosto de 1824 por recomendación del gobernador Javier López. Alberdi fue expulsado por Belgrano el 9 de diciembre de ese mismo año por ser «un mal alumno por su aversión sin límites a los estudios...su obstinación en no aplicarse más que a la música...y que su inaplicación daba exemplo harto pernicioso para la juventud»
Mientras ocupaba ese cargo murió el 26 de octubre de 1825, siendo sepultado en el Cementerio de la Recoleta. Fue reemplazado al frente del Colegio por Miguel de Irigoyen.
Había casado en Madrid con María de Yrazábal y Guillelmi, Dama de la Corte de España, y, tras enviudar, en Buenos Aires en 1820 con su sobrina Flora Ramos Belgrano, hija de su hermana Juana Belgrano y de Ignacio Ramos Villamil, con quien tuvo un hijo, Luis Belgrano Ramos (1822-1890).
Fue de su propiedad el retrato del general Manuel Belgrano pintado en Londres en 1815, durante su misión diplomática ante las cortes europeas.